# Risod
Risod är en ort i Indien.   Den ligger i distriktet Washim och delstaten Maharashtra, i den centrala delen av landet, 1 000 km söder om huvudstaden New Delhi. Risod ligger 542 meter över havet och antalet invånare är 30 131.
Terrängen runt Risod är platt. Runt Risod är det ganska tätbefolkat, med 192 invånare per kvadratkilometer. Det finns inga andra samhällen i närheten. Trakten runt Risod består till största delen av jordbruksmark.